# Winston-Salem IceHawks
Die Winston-Salem IceHawks waren eine US-amerikanische Eishockeymannschaft aus Winston-Salem, North Carolina. Das Team spielte von 1997 bis 1999 in der United Hockey League.

## Geschichte
Das Franchise der Utica Blizzard aus der United Hockey League wurde 1997 von Utica, New York, nach Winston-Salem, North Carolina, umgesiedelt und in Winston-Salem IceHawks umbenannt. Ihre Premieren-Spielzeit beendete die Mannschaft auf dem vierten Platz der East Division und verpasste die Playoffs. Diese erreichten sie nach dem dritten Platz in der Eastern Division in der Saison 1998/99 zum ersten und einzigen Mal, schieden jedoch bereits in der ersten Runde mit 1:4 Siegen in der Best-of-Seven-Serie gegen den späteren Meister Muskegon Fury aus.
Im Anschluss an die Saison 1998/99 wurde das Franchise nach Glens Falls, New York, umgesiedelt, wo es anschließend unter dem Namen Adirondack IceHawks am Spielbetrieb der UHL teilnahm. In Glens Falls ersetzen sie die Adirondack Red Wings aus der American Hockey League, die im gleichen Jahr aufgelöst worden waren.

## Saisonstatistik
Abkürzungen: GP = Spiele, W = Siege, L = Niederlagen, T = Unentschieden, OTL = Niederlagen nach Overtime SOL = Niederlagen nach Shootout, Pts = Punkte, GF = Erzielte Tore, GA = Gegentore, PIM = Strafminuten
| Saison  | GP | W  | L  | T | OTL | SOL | Pts | GF  | GA  | Platz       | Playoffs                       |
| 1997/98 | 74 | 33 | 38 | — | —   | 3   | 69  | 228 | 305 | 4., East    | nicht qualifiziert             |
| 1998/99 | 74 | 31 | 40 | — | —   | 3   | 65  | 245 | 311 | 3., Eastern | Niederlage in der ersten Runde |

## Team-Rekorde

### Karriererekorde
Spiele: 145,  Larry Empey
Tore: 42,  Darren Schwartz
Assists: 54,  Dimitri Suur
Punkte: 84,  Alexei Dejew
Strafminuten: 301,  Shawn Yakimishyn

## Bekannte Spieler
- Dimitri Suur